# Housecore Records
Housecore Records ist ein von Phil Anselmo 2001 gegründetes Plattenlabel aus den USA. Es hat hauptsächlich Metal-Bands aus den Substilen des Extreme- und Doom Metals sowie Projekte aus dem Genre Hardcore Punk unter Vertrag. Die Verträge werden meist Albumweise vergeben. Zu den bekanntesten Vertretern gehören EyeHateGod, Valhall, King Parrot, Arson Anthem sowie diverse weitere Projekte Anselmos.

## Geschichte
Anselmo gründete sein eigenes Label 2001. Der Name Housecore Records bezieht sich auf Anselmos Haus, in dem sich viele ortsansässige Freunde trafen, miteinander musizierten und Musik miteinander aufnahmen. Das Logo des Labels, eine schwarzweiße Zeichnung eines Hauses, basiert auf Anselmos erster Tätowierung. Als Ursprung benannte Anselmo die Idee, unveröffentlichte Aufnahmen und Material seiner Nebenprojekte zu verlegen. 
Anselmo ließ sich durch Elektra Records, an die er als Sänger von Pantera gebunden war, eine Kooperation mit Baphomet Records, dem Label von Frank „Killjoy“ Pucci von Necrophagia, genehmigen. Die Kooperation als „Baphomet/Housecore Records“ sicherte dem Label 2001 einen Vertriebsvertrag mit Relapse Records. Durch die neu gewonnene Freizügigkeit konnte Anselmo alle eigenen Projekte jenseits von Pantera über sein eigenes Label verlegen und über die Kooperation mit Relapse vertreiben. Nach lediglich drei Veröffentlichungen trennten sich Anselmo und Pucci wieder und Anselmo kehrte zum ursprünglichen Namen Housecore Records zurück. Seither veröffentlicht Housecore Bands und Projekte, an denen Anselmo selbst beteiligt ist, oder die er produziert oder anderweitig fördert.

## Studio: Nodferatu’s Lair
Mit Nodferatu’s Lair unterhält Anselmo ein Studio, in dem die meisten Aufnahmen der Vertragsbands stattfinden. Das Studio und der Vertrieb befinden sich auf einem Grundstück in einem Sumpf- und Waldgebiet nahe Covington. Das Gelände umfasst auch Anselmos eigenes Haus und ein Gästehaus, in dem Mike Williams von EyeHateGod mit seiner Frau lebt. In dem Studio nahmen neben den Bands des Labels auch Interpreten wie Crowbar, Down und Corrections House Alben auf.

## Festival: Housecore Horror Film Fest
Seit 2013 veranstaltet Anselmo mit Corey Mitchell unter dem Namen des Labels als Housecore Horror Film Fest ein Musik- und Filmfestival in Austin, Texas. Bei dem Festival auf dem Emo’s Komplex im Osten Austins treten neben den Bands des Labels weitere international renommierten Bands wie Danzig, Neurosis, Gwar oder Samhain auf. Darüber hinaus werden sowohl aktuelle als auch bereits populäre Horrorfilme vorgeführt zu welchen es auch offene Diskussionen mit Filmemachern wie José Mojica Marins, Jörg Buttgereit und Jim Van Bebber gibt.

## Künstler (Auswahl)
- Arson Anthem
- Philip H. Anselmo & the Illegals
- Christ Inversion
- Damien Storm
- Evil Army
- EyeHateGod
- Fulgora
- Haarp
- Hymns
- King Parrot
- Southern Isolation
- Texas Metal Alliance
- Valhall
- Warbeast